# Barbora Podzimková
Barbora Černá (roz. Podzimková) (* 9. září 1999 Příbram) je česká modelka a vítězka světového finále Elite Model Look pro rok 2014.
V září 2022 si vzala hudebníka Alberta Černého.

## Osobní život
S rodiči Ilonou a Miroslavem Podzimkovými a dvěma staršími bratry žila v Příbrami, kde studovala na osmiletém gymnáziu (s plánovaným datem ukončení v roce 2019). Po vítězství v soutěži Elite Model Look studovala podle individuálního studijního plánu. Předtím, než nastoupila dráhu modelky, se mj. 8 let úspěšně věnovala závodnímu plavání.
Jejím přítelem je od roku 2017 Albert Černý, za kterého se v září 2022 vdala.

## Modeling
S modelingem začala poté, co ji objevil scout v obchodním centru (došlo k tomu dokonce dvakrát po sobě nezávisle dvěma různými scouty).
V roce 2014, kdy jí bylo patnáct let, vyhrála nejprve v Praze národní a poté v čínském Šen-čenu i světové finále nejprestižnější modelingové soutěže Elite Model Look.. V úterý 2. prosince 2014 zvítězila v konkurenci 42 dívek z celého světa. Kromě prvního místa získala od agentury Elite pro rok 2015 příslib uzavření kontraktů až do celkové výše 15 000 eur. Na začátku roku 2015 měla odletět na dva měsíce do Japonska v rámci svého prvního modelingového angažmá.